# عجوقة غمامية
عجوقة غمامية (الاسم العلمي: Ajuga nubigena) هي نوع نباتي يتبع جنس العجوقة من فصيلة الشفوية.